# 팔로잉
팔로잉(The Following)은 미국의 텔레비전 드라마로, 연쇄살인범과 그의 추종자들, 그리고 이들을 쫓는 전직 수사관의 이야기이다.
현지에서는 FOX를 통해 2013년 1월 21일부터 2013년 4월 29일까지 방영되어 시즌 1(총 15화)을 마쳤으며, 2014년 1월 19일부터 시즌 2가 방영되고 있다. 대한민국에서는 OCN을 통해 2013년 8월 6일부터 2013년 9월 10일까지 매주 화요일 밤 11시에 방영되어 시즌 1을 마쳤으며, 시즌 2의 방영 일시는 미정.